# Palaeeudyptes
A Palaeeudyptes a madarak (Aves) osztályának pingvinalakúak (Sphenisciformes) rendjébe, ezen belül a pingvinfélék (Spheniscidae) családjába és a Palaeeudyptinae alcsaládjába tartozó fosszilis nem.
Alcsaládjának a névadó típusneme.

## Rendszerezés
A nembe az alábbi négy faj tartozik:
- Palaeeudyptes antarcticus Huxley, 1859 - típusfaj
- Palaeeudyptes gunnari (Wiman, 1905)
- Palaeeudyptes klekowskii Myrcha, Tatur & del Valle, 1990[1]
- Palaeeudyptes marplesi Brodkorb, 1963

### Fordítás
- Ez a szócikk részben vagy egészben  a   Palaeeudyptes című angol Wikipédia-szócikk ezen változatának fordításán alapul.  Az eredeti cikk szerkesztőit annak laptörténete sorolja fel. Ez a jelzés csupán a megfogalmazás eredetét és a szerzői jogokat jelzi, nem szolgál a cikkben szereplő információk forrásmegjelöléseként.